# Prêmio Grace Murray Hopper
Embora muitas premiações tenham adicionado o nome da contra-almirante Grace Hopper desde sua morte, em 1992, a premiação original Grace Murray Hopper Awards tem sido realizada pela Association for Computing Machinery (ACM) desde 1971.

## Premiados
- 1971 Donald Knuth
- 1972 Paul Dirksen
- 1972 Paul Cress
- 1973 Lawrence M. Breed
- 1973 Richard H. Lathwell
- 1973 Roger Moore
- 1974 George N. Baird
- 1975 Allen L. Scherr
- 1976 Edward H. Shortliffe
- 1978 Raymond Kurzweil
- 1979 Steve Wozniak
- 1980 Robert Metcalfe
- 1981 Dan Bricklin
- 1982 Brian Keith Reid
- 1984 Daniel H.H. Ingalls, Jr.
- 1985 Cordell Green
- 1986 William N. Joy
- 1987 John Ousterhout
- 1988 Guy Lewis Steele
- 1989 William Daniel Hillis
- 1990 Richard Matthew Stallman
- 1991 Feng-hsiung Hsu
- 1993 Bjarne Stroustrup
- 1996 Shafrira Goldwasser
- 1999 Wen-mei Hwu
- 2000 Lydia Kavraki
- 2001 George Necula
- 2002 Ramakrishnan Srikant
- 2003 Stephen W. Keckler
- 2004 Jennifer Rexford
- 2005 Omer Reingold
- 2006 Daniel Klein
- 2007 Vern Paxson
- 2008 Dawson Engler
- 2009 Tim Roughgarden
- 2010 Craig Gentry
- 2011 Luis von Ahn
- 2012 Martin Casado e Dina Katabi
- 2013 Pedro Felipe Felzenszwalb[1]
- 2014 Sylvia Ratnasamy
- 2015 Brent Waters[2]
- 2016 Jeffrey Heer[3]
- 2017 Amanda Randles[4]
- 2018 Constantinos Daskalakis[5] e Michael J. Freedman[6]
- 2019 Maria-Florina Balcan[7]
- 2020 Shyamnath Gollakota[8]

Não houve premiação nos anos de 1977, 1983, 1992, 1994, 1995, 1997 e 1998.